# Rebecca Blank
Pour les articles homonymes, voir Blank.
Rebecca Margaret Blank, née le 19 septembre 1955 à Columbia dans le Missouri et morte le 17 février 2023 à Madison (Wisconsin), est une haute fonctionnaire et femme politique démocrate américaine.

## Biographie
Rebecca Blank est secrétaire adjointe au Commerce par intérim entre 2010 et 2011, puis secrétaire au Commerce par interim en 2011. Elle redevient ensuite secrétaire adjointe, poste dont elle est nommée titulaire par le Sénat à l'unanimité le 29 mars 2012. Le 11 juin 2012, elle assure à nouveau les fonctions de secrétaire au Commerce par interim, à la suite de la démission de John Bryson.
Elle est diplômée « summa cum laude » en économie de l'université du Minnesota et est titulaire d'un doctorat en économie du Massachusetts Institute of Technology.
En 2013, elle quitte l'administration Obama pour devenir chancelière de l'université du Wisconsin à Madison.